# Armando Dionisi
Armando Dionisi (ur. 11 października 1949 w Canterano) – włoski polityk, poseł do Parlamentu Europejskiego VI kadencji, deputowany krajowy.

## Życiorys
Zajmował się przez lata działalnością rolniczą, był dyrektorem stowarzyszenia farmerów w prowincji Rzym. W latach 1988–1990 pełnił funkcję burmistrza Canterano. Następnie do 2004 zasiadał w radzie regionu Lacjum, m.in. wchodził w skład władz regionalnych (jako asesor).
Należał do Chrześcijańskiej Demokracji (doszedł do stanowiska zastępcy sekretarza regionalnego). Po jej rozwiązaniu działał w Centrum Chrześcijańsko-Demokratycznym, z którym w 2002 przystąpił do Unii Chrześcijańskich Demokratów i Centrum.
W 2004 uzyskał mandat posła do Parlamentu Europejskiego. Należał do grupy chadeckiej, pracował w Komisji Transportu i Turystyki. W 2006 odszedł z PE w związku z wyborem w skład Izby Deputowanych XV kadencji. W wyniku przedterminowych wyborów w 2008 uzyskał reelekcję na XVI kadencję niższej izby krajowego parlamentu (z ramienia Unii Centrum). W 2013 zrezygnował z ubiegania się o reelekcję.